# Episymploce siui
Episymploce siui es una especie de cucaracha del género Episymploce, familia Ectobiidae.

## Distribución
Esta especie se encuentra en Vietnam.